# هیرتشال
هیرتشال (به لاتین: Hirtshals) یک شهرک در دانمارک است که در Hjørring Municipality واقع شده‌است. هیرتشال ۴٫۴۳ کیلومتر مربع مساحت و ۵٬۷۳۳ نفر جمعیت دارد و ۹۰ متر بالاتر از سطح دریا واقع شده‌است.

## خواهرخوانده
شهرهای گرینداویک و بخش لیسشیل خواهرخوانده‌های هیرتشال هستند.